# Robert Feenstra
Robert Feenstra (Batavia, 5 oktober 1920 - Oegstgeest, 2 maart 2013) was een Nederlands jurist en rechtshistoricus. Zijn vader, ook jurist, was eerst als advocaat, later als lid van de rechterlijke macht werkzaam in Nederlands-Indië en Nederland.

## Leven en werk
Robert Feenstra volgde een gymnasiumopleiding en studeerde rechten aan de Gemeentelijke Universiteit van Amsterdam, waar hij in 1949 cum laude promoveerde op het proefschrift Reclame en revindicatie. Onderzoekingen omtrent de rol in de ontwikkelingsgeschiedenis van het recht van reclame gespeeld door den Romeinsrechtelĳken regel omtrent eigendomsovergang en prĳsbetaling bĳ koop (Inst. 2.1.41); promotor was Herman Fischer.
Na een kortstondige werkzaamheid bij De Nederlandsche Bank was Feenstra van 1949 tot 1952 hoogleraar in Utrecht, met als leeropdracht Inleiding tot het recht en Nederlandse rechtsgeschiedenis. In 1952 werd hij vanwege het emeritaat van J.C. van Oven benoemd tot hoogleraar Romeins recht en zijn geschiedenis aan de Rijksuniversiteit Leiden, wat hij tot aan zijn emeritaat in oktober 1985 zou blijven. Feenstra verwierf internationale faam wegens zijn studies over het Middeleeuws Romeins recht.
Als hoogleraar in Leiden heeft Feenstra zich ook verdienstelijk gemaakt voor vergroting van de interesse voor de rechtsgeschiedenis, waarbij vooral zijn werkgroepen en speciale colleges vermaard waren. Daarnaast is hij medeoprichter en erepraeses van het Dispuut voor Romeins recht en Europese rechtsgeschiedenis Philips van Leyden B.P. (1961). Hij heeft in die hoedanigheid een groot aantal studiereizen voor studenten naar binnen- en buitenland georganiseerd. Vele bekende Nederlandse juristen, onder wie leden van de Hoge Raad der Nederlanden als Ton Pos en Daan Asser, zijn bij Feenstra gepromoveerd. Daarnaast beschouwen ook vele andere vooraanstaande leden van de rechterlijke macht en bekende Nederlandse advocaten hem als hun leermeester. In de jaren zeventig en tachtig zijn ook zes Zuid-Afrikaanse juristen bij hem gepromoveerd.
Feenstra ging in 1985 met emeritaat en werd opgevolgd door Jeroen Chorus; toen die zes jaar later werd benoemd tot raadsheer bij het Gerechtshof Amsterdam nam Willem Zwalve de leerstoel over. Ook na zijn emeritaat is Feenstra zowel op wetenschappelijk gebied als in het onderwijs actief gebleven. Zo presideerde hij in 2006 op 86-jarige leeftijd het internationale congres The Past and Future of Money in Leiden. In 2009 publiceerde hij op 89-jarige leeftijd een nieuwe wetenschappelijke uitgave van De Mare Liberum van Hugo de Groot, in een tweetalige Latijn-Engelse editie.
Feenstra overleed in 2013 op 92-jarige leeftijd. 

## Eerbewijzen
Vanwege zijn wetenschappelijke verdiensten en zijn publicaties op het gebied van het Romeins recht en de rechtsgeschiedenis was Robert Feenstra alom geëerd. Elf eredoctoraten zijn hem in verschillende Europese landen en Zuid-Afrika ten deel gevallen, te weten Dijon, Siena, Montpellier, Gent, Rennes, Glasgow, Parijs, Kaapstad, Pretoria, Bologna en Orléans. Hij was lid van de Koninklijke Nederlandse Akademie van Wetenschappen, de Koninklijke Vlaamse Academie van België voor Wetenschappen en Kunsten, der Akademie der Wisschenschaften Göttingen, la Accademia Nazionale dei Lincei, en the British Academy.
Daarnaast was Feenstra Ridder in de Orde van de Nederlandse Leeuw en had hij enige buitenlandse onderscheidingen, zoals Commandeur in de Orde van Verdienste van de Italiaanse Republiek, Commandeur in de Orde van Leopold II, en Commandeur in de Orde van de Palmes Académiques. In 2008 ontving hij van de Universiteit Leiden de Meijerspenning voor zijn verdiensten voor de Leidse Juridische faculteit. De Universiteit van Amsterdam eerde Feenstra op 8 april 2009 met een feestelijke herbevestiging van zijn promotie uit 1949. Op 14 oktober 2010 werd hij bij gelegenheid van zijn 90ste verjaardag bevorderd tot Commandeur in de Orde van de Nederlandse Leeuw.
In de loop der jaren zijn Feenstra vier feestbundels aangeboden:
- in 1974 Fata iuris Romani, Études d’histoire du droit par Robert Feenstra ISBN 9060212185
- in 1985 Satura Feenstra, Fribourg 1985 ISBN 2-8271-0311-7
- in 2000 Developing Delict: Essays in honour of Robert Feenstra Juta & Co ISBN 0 7021 5709 0
- in 2005 Van Harte Professor, Berkel en Rodenrijs 2005 ISBN 90-7383855 X